# Englerina subquadrangularis
Englerina subquadrangularis är en tvåhjärtbladig växtart som först beskrevs av De Wild., och fick sitt nu gällande namn av R.M. Polhill & D. Wiens. Englerina subquadrangularis ingår i släktet Englerina och familjen Loranthaceae. Inga underarter finns listade i Catalogue of Life.